# مارلين رووي
مارلين رووي (بالإنجليزية: Marilyn Rowe) هي مصممة رقص أسترالية، ولدت في 20 أغسطس 1946.